# Плін
Плін (Плінос) — легендарний цар скіфів, який разом зі Сколопітом очолив міграцію частини скіфської аристократичної молоді на завоювання Південного Причорномор`я.. Згадується Юстином в ІІІ ст. н.е., Помпеєм Трогом і Павлом Орозієм у 15-й главі Historiarum adversum paganos, 7-книжного історичного трактату, написаного у V ст. н.е.
У викладі Юстина Плін названий юнаком царського роду скіфів, який разом з Сколопітом був вигнаний через підступність окремих скіфських аристократів і, зібравши багато молодих вояків, підкорив в Каппадокії Понтійській Феміскірську рівнину поблизу річки Фермодонта, сучасна річка Терме на території Туреччини, яка впадає в Чорне море. Павло Орозій, в цілому переказуючи повідомлення Юстина, подає його трохи по-інакшому: Плін і Сколопіт постають царями, які були вигнані з Скіфської батьківщини внаслідок повстання аристократії. Об'єднане вйсько Пліна та Сколопіта здійснювало набіги на навколишні землі та племена, поки ті не домовились одне з одним, влаштувавши засаду на скіфів і перебили їх. Вдови скіфських вояків стали амазонками.
Доктор історичних наук Борис Рибаков у своїй праці "Язичництво давньої Русі" писав: "Цікаві імена царевичів, які очолили колоністів: Плін і Сколопіт. Перед нами, вочевидь, незначний фрагмент стародавнього міфу, пов'язаний з освоєнням сколотами частини Лівобережжя". 